# Joy and the Dragon
Joy and the Dragon er en amerikansk stumfilm fra 1916 af Henry King.

## Medvirkende
- Marie Osborne som Joy.
- Henry King som Hal Lewis.
- Mollie McConnell som The Matron.
- Cullen Landis som Slinky Joe.